# São Filipe (municipalité du Cap-Vert)

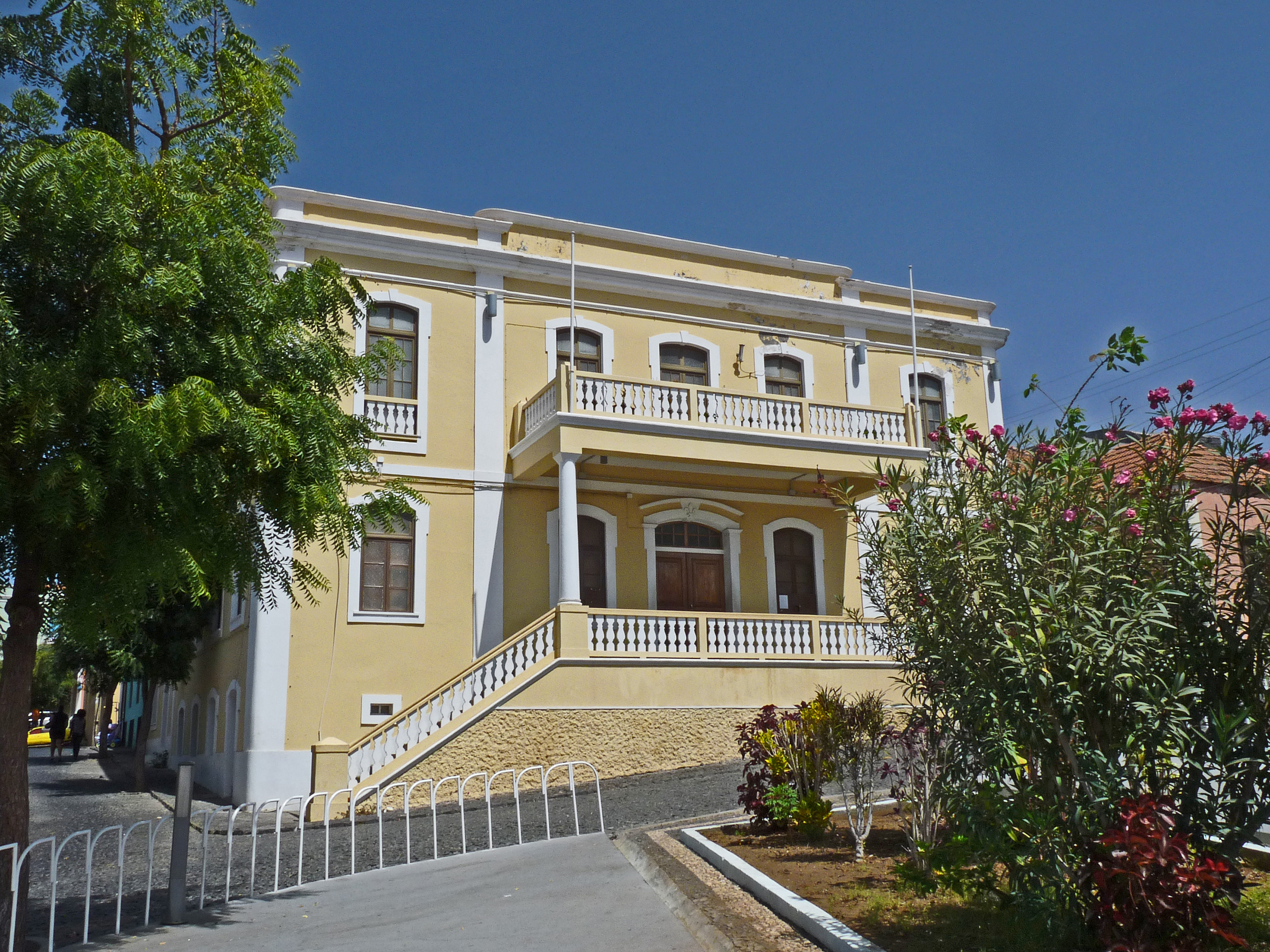
Câmara municipal à São Filipe

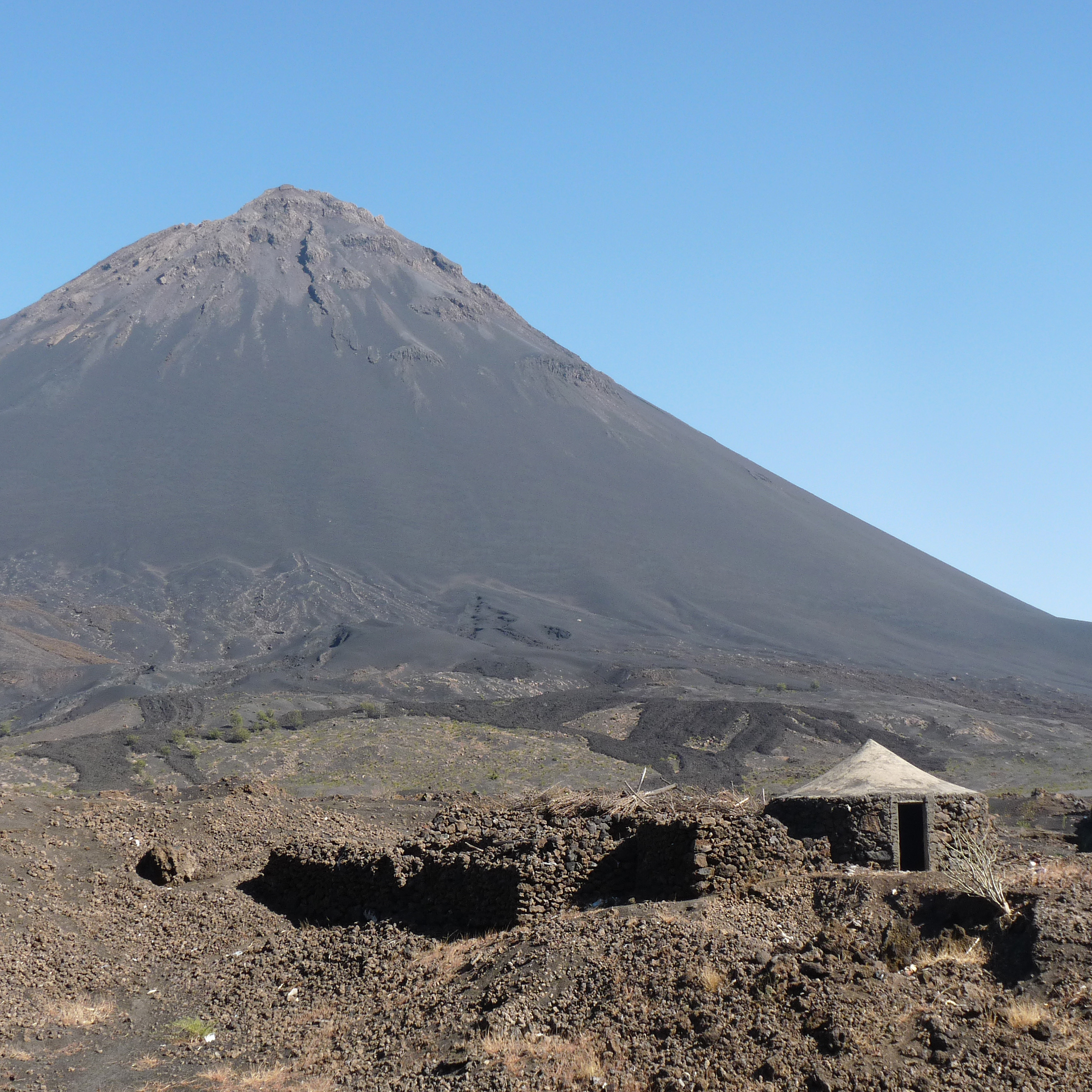
Maison traditionnelle au pied du Pico do Fogo

La municipalité de São Filipe est une municipalité (concelho) du Cap-Vert, située sur l'île de Fogo, dans les îles de Sotavento. C'est la plus ancienne et la plus étendue des trois municipalités de l'île. Son siège se trouve à São Filipe.

## Population
Lors du recensement de 2010, la municipalité comptait 22 248 habitants.